# Saint-Rogatien
Saint-Rogatien là một xã trong tỉnh Charente-Maritime
trong vùng Nouvelle-Aquitaine, tây nam nước Pháp. Xã Saint-Rogatien nằm ở khu vực có độ cao trung bình 16 mét trên mực nước biển.

## Lịch sử biến động dân số
| Năm  | Dân số | Mật độ  | Phần trăm của tổng |
| ---- | ------ | ------- | ------------------ |
| 1962 | 346    | -       | -                  |
| 1968 | 357    | -       | -                  |
| 1975 | 557    | -       | -                  |
| 1982 | 753    | -       | -                  |
| 1990 | 1272   | -       | -                  |
| 1999 | 1805   | 347/km² | 9.72%              |